# Stoja
 Ovo je glavno značenje pojma Stoja. Za druga značenja pogledajte Stoja (razdvojba).
Stoja je poluotok, gradski turistički predio i jedan od mjesnih odbora Grada Pule. Mjesni odbor Stoja obuhvaća područje gradskih četvrti Musil, Vergarola, Sveti Petar, Barake i Valkane te gradskih turističkih predjela Valovine i same Stoje, smještenih na površini od ukupno 2 955 950 m2, gdje živi 1622 stanovnika. Gustoća naseljenosti iznosi 548,7 st./km2.
Gradski turistički predio Stoja zapravo je poluotok koji je malenom prevlakom na sjeveru spojen s kopnom i područjem Valovine. Sa zapadne strane poluotoka nalazi se uvala Valovine, a s istočne strane uvala Stoja. Na južnoj strani poluotoka izbočuje se rt Stoja unutar velikoga zaljeva Brankoras.
Na poluotoku se nalazi autokamp „Stoja” koji ljeti posjećuju brojni turisti. Čitava obala na poluotoku velika je plaža na kojoj se kupaju korisnici autokampa, ali i lokalno stanovništvo.